# Etiuda op. 25 nr 1 (Chopin)

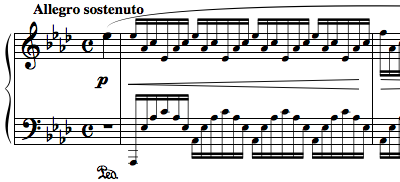
Fragment Etiudy

Etiuda As-dur op. 25 nr 1 – pierwsza z drugiego zbioru Etiud Fryderyka Chopina. Została skomponowana na fortepian w 1836. Robert Schumann określił Etiudę jako Eolską harfę.